# آبشار شیائو ولای
آبشار شیائو ولای (به لاتین: Xiao Wulai Waterfall) یک آبشار در تایوان است که در Fuxing District واقع شده‌است.